# Frederik II van Baden-Eberstein
Frederik II van Baden-Eberstein (overleden op 22 juni 1333) was van 1291 tot 1333 markgraaf van Baden-Eberstein. Hij behoorde tot het huis Baden.

## Levensloop
Frederik II was de oudste zoon van markgraaf Herman VII van Baden-Baden en Agnes van Trunhendingen. 
Toen Herman VII in 1291 stierf, werd zijn deel van het markgraafschap Baden-Baden verdeeld onder zijn drie zoons. Frederik II kreeg daarbij een deel van het graafschap Eberstein en zijn broers Rudolf IV en Herman VIII het gebied rond de stad Pforzheim. Frederik II bleef Baden-Eberstein besturen tot aan zijn dood in 1333.

## Huwelijken en nakomelingen
Hij huwde tweemaal: eerst rond 16 oktober 1312 met Agnes van Weinsberg (overleden in 1320) en daarna met Margaretha van Vaihingen (overleden in 1348). Hij had volgende kinderen:
- Herman IX (overleden in 1353), markgraaf van Baden-Eberstein
- Frederik
- Agnes (overleden in 1361), abdis in de abdij van Lichtenthal
- Irmgard, zuster in de abdij van Lichtenthal
- Maria, zuster in de abdij van Lichtenthal

Zijn zoon Herman IX was een kind uit zijn eerste huwelijk. Het is echter niet duidelijk uit welk huwelijk de andere kinderen geboren zijn.